# تاريخ اليهود في سلوفاكيا
يرجع تاريخ اليهود في سلوفاكيا إلى القرن الحادي عشر، حين استقر أول اليهود في المنطقة.

## التاريخ المبكر
في القرن الرابع عشر، سكن نحو 800 يهودي في براتيسلافا، انخرط غالبيتهم في التجارة وإقراض المال. في بدايات القرن الخامس عشر، أُنشئت مقبرة لليهود في تيسينيك وبقيت قيد الاستخدام حتى عام 1892.
في عام 1494، أدت فرية الدم إلى حرق 16 يهوديًا على الأوتاد في ترنافا، وفي عام 1526، بعد معركة موهاج، طُرد اليهود من كل المدن الرئيسية. في عام 1529، حُرق ثلاثون يهوديًا على الأوتاد في بيزينوك.
في أواخر القرن السابع عشر وبدايات القرن الثامن عشر، بدأ اليهود بالعودة إلى مدنهم الأصلية وأنشؤوا مجتمعات منظمة، مع أنهم مُنعوا من دخول العديد من الصناعات التجارية وكانوا غالبًا في صراع مع غير اليهود. في عام 1683، هرب المئات من يهود مورافيا إلى المملكة المجرية طلبًا للجوء من أعمال الشغب الكوروكية ونتيجة للقيود المفروضة على حياتهم في مورافيا. في عام 1700، تأسست مدرسة يشيفا الرائدة في براتيسلافا واعترفت بها الحكومة. حصل اليهود على العديد من الحريات المدنية الإضافية تحت حكم جوزيف الثاني.

## القرن التاسع عشر

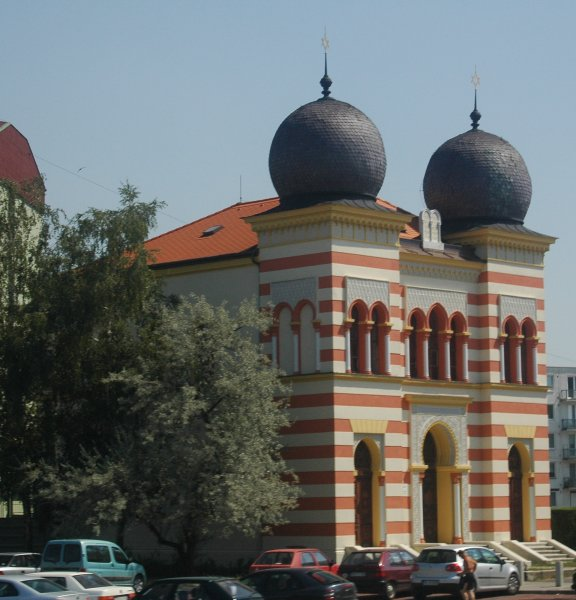
كنيس في مالاتسكي

أصبحت المملكة المجرية جزءًا من الامبراطورية النمساوية المجرية في عام 1867. أعتق اليهود بشكل كامل عام 1867، لكن لم يعترف قانون عام 1868 بالجنسيات الأخرى غير المجرية التي وضعت اليهود في موضع مرموق بالمقارنة مع أقرانهم الذين رفضوا التخلي عن هويتهم السلوفاكية. نمت أعداد اليهود خصوصًا في المدن الصغيرة والمعزولة في الشرق، على الرغم من الانتشار الواسع لمعاداة السامية الذي منع اليهود من الاندماج. حدثت أعمال شغب معادية للسامية في بعض المدن ما بين عامي 1882 و1883. قُدم قانون القبول في عام 1896، ووُضعت اليهودية والمسيحية في ظل هذا القانون على قدم المساواة. تشكل حزب الشعب الكنيسي السلوفاكي بعد فترة وجيزة، وكانت معاداة الليبرالية والحد من نفوذ اليهود جل اهتماماته. خلال القرن التاسع عشر وبديات القرن العشرين، وصلت الحركة الصهيونية أيضًا إلى المناطق التي تقطن فيها القوميات السلوفاكية في الإمبراطورية النمساوية المجرية وشكلت ثماني جماعات صهيونية محلية. استضافت براتيسلافا أول مؤتمر صهيوني مجري في عام 1903، وفي العام الذي تلاه، عُقد المؤتمر العالمي الأول لليهود المزراحيين هناك.

## القرن العشرون
بعد الحرب العالمية الأولى، أصبح لليهود الحق ليمثلوا نفسهم بصفتهم قومية منفصلة واستحداث تشيكوسلوفاكيا في عام 1918، وازدهرت الصناعة والحياة الثقافية وامتلك اليهود أكثر من ثلث مجمل الاستثمارات الصناعية. أُنشئ الاتحاد الوطني لليهود السلوفاك والحزب اليهودي في عام 1919. فاز الحزب اليهودي بمقعدين في البرلمان في انتخابات عام 1929، وبالإضافة إلى ذلك، نُشرت الصحف اليهودية مثل «صحيفة الشعب اليهودي» لأول مرة في براتيسلافا في الثاني من أغسطس عام 1919.
لم يٌقسم اليهود السلوفاكيون عن قومهم وفقًا للغة. تعلقت اللغة المستخدمة لدى العامة بتحول الحدود الوطنية، إذ مال اليهود الذين يعيشون في المدن التي كانت جزءًا من المجر إلى التحدث باللغة المجرية، ومال القاطنون في سلوفاكيا إلى التحدث باللغة السلوفاكية. نشأ التحيز ضد المجريين بسبب السلوفاكيين الذين كانوا شعبًا مهزومًا وأصبح من غير القانوني التحدث بالمجرية في العلن وفي الشوارع. تحدث أغلب اليهود السلوفاكيين باللغة التشيكية أو الألمانية أو المجرية لأغراض العمل، بينما تحدث معظم العامة من غير اليهود باللغة السلوفاكية.
في ثلاثينيات القرن العشرين، اندلعت أعمال شغب ومظاهرات معادية للسامية حرض عليها حزب الشعب السلوفاكي. خلال أعمال الشغب، خرج الملاكمون المحترفون والمصارعون اليهود إلى الشوارع ليدافعوا عن الأحياء ضد العصابات المعادية للسامية واستخدم أحدهم، إيمي ليشتنفلد، لاحقًا خبرته ليطور الكراف مغا (فن قتالي للدفاع عن النفس).

## الهولوكوست
هاجر 5,000 يهودي تقريبًا قبل اندلاع الحرب العالمية الثانية وهاجر عدة آلاف منهم بعد ذلك (إلى منطقة الانتداب البريطاني في فلسطين بصورة رئيسية)، لكن قُتل معظمهم في الهولوكوست. بعد أن أعلنت الجمهورية السلوفاكية استقلالها في شهر مارس من عام 1939 تحت حماية ألمانيا النازية، بدأ النظام الموالي للنازية متمثلًا بالرئيس جوزيف تيسو، وهو قس كاثوليكي، سلسلةً من الإجراءات وُجّهت ضد اليهود في البلاد، كان أولها استبعادهم من الجيش والمناصب الحكومية. بدأ حرس هلينكا بمهاجمة اليهود، وأُقر «قانون اليهود» في شهر سبتمبر من عام 1941. بشكل مشابه لقوانين نورمبرغ، يقتضي القانون ارتداء اليهود شارة صفراء وحظرهم من التزاوج ومن الكثير من الوظائف. بحلول عام 1940، هاجر أكثر من ستة آلاف يهودي. وبحلول شهر أكتوبر من عام 1941، طُرد 15,000 يهودي من براتيسلافا؛ أُرسل كثير منهم إلى معسكرات العمل، بما فيها معسكر سيرد.
في الأساس، حاولت الحكومة السلوفاكية عقد تسوية مع الألمان في شهر أكتوبر من عام 1941 لترحيل يهودها بديلًا لتوفير العمال السلوفاكيين من أجل المساعدة في المجهود الحربي. كانت الصفقة الأولية تشمل 20,000 من الشباب أعمارهم تتراوح ما بين 16 سنة وأكثر للأعمال الشاقة، لكن الحكومة السلوفاكية كانت قلقة إزاء ترك العديد من الكبار بالسن والأطفال اليهود الذين قد يصبحوا عبئًا على السكان غير اليهود أو الغرباء. انتهت الصفقة حين رغبت الجمهورية السلوفاكية في دفع 500 مارك لكل يهودي يُرحّل إجباريًا، وفي المقابل، يطرد الألمان كل العائلات مع وعد مفاده أن اليهود لن يعودوا أبدًا. وُصفت هذه الإجراءات بأنها إجراءات إنسانية لإبقاء العائلات اليهودية معًا؛ زعمت السلطات الفاشية السلوفاكية بأنها لم تكن على علم بأن الألمان كانوا يجرون إبادة ممنهجة ضد اليهود تحت سيطرتها. أُعفي بعض اليهود من الترحيل، بمن فيهم أولئك الذين تحولوا قبل عام 1939.
بدأ ترحيل اليهود من سلوفاكيا في 25 مارس عام 1942، وتوقفت الترحيلات في 20 أكتوبر عام 1942. حاولت مجموعة من النشطاء اليهود عُرفت باسم «مجموعة العمل» إيقاف العملية عن طريق مزيج من الرشوة والتفاوض. ومع ذلك، رُحل بالفعل نحو 58,000 يهودي قسرًا خلال شهر أكتوبر من عام 1942 أغلبهم إلى معسكرات الإبادة لعملية رينهارد التابعة للحكومة العامة لبولندا المحتلة وإلى أوشفيتز. أُعدم أكثر من 99% من اليهود المرحلين قسرًا من سلوفاكيا في عام 1942 في معسكرات الاعتقال.
استُؤنف ترحيل اليهود القسري في 30 سبتمبر عام 1944 بعدما احتلت ألمانيا مستعمرة سلوفاكيا من أجل هزيمة الانتفاضة الوطنية السلوفاكية. خلال احتلال ألمانيا لسلوفاكيا، رُحل أكثر من 13,500 يهودي سلوفاكي (إلى أوشفيتز بصورة رئيسية حيث أُعدم معظمهم بالغاز السام فور وصولهم)، لا سيما في معسكر العبور اليهودي في سيرد بأمر من ألويس برونر، وأُعدم ألفان يهودي في مستعمرة سلوفاكيا على يد فرق الإعدام وأفواج الطوارئ التابعة لحرس هلينكا. استمرت الترحيلات حتى 31 مارس عام 1945 عندما أُخذت آخر مجموعة من السجناء اليهود من سيرد إلى معسكر اعتقال تيريزينشتات. رحّلت السلطات السلوفاكية والألمانية بالمجمل نحو 71,500 يهودي قسرًا من سلوفاكيا؛ أُعدم نحو 65,000 منهم أو ماتوا في معسكرات الاعتقال. الأرقام الإجمالية غير دقيقة إلى حد ما، والسبب يعود جزئيًا إلى أن العديد من اليهود لم يعّرفوا عن أنفسهم، لكن أحد تقديرات عام 2006 يشير إلى أن نحو 105,000 يهودي سلوفاكي، أو 77% من السكان قبل الحرب، قد قُتلوا خلال الحرب.

## بعد الحرب العالمية الثانية

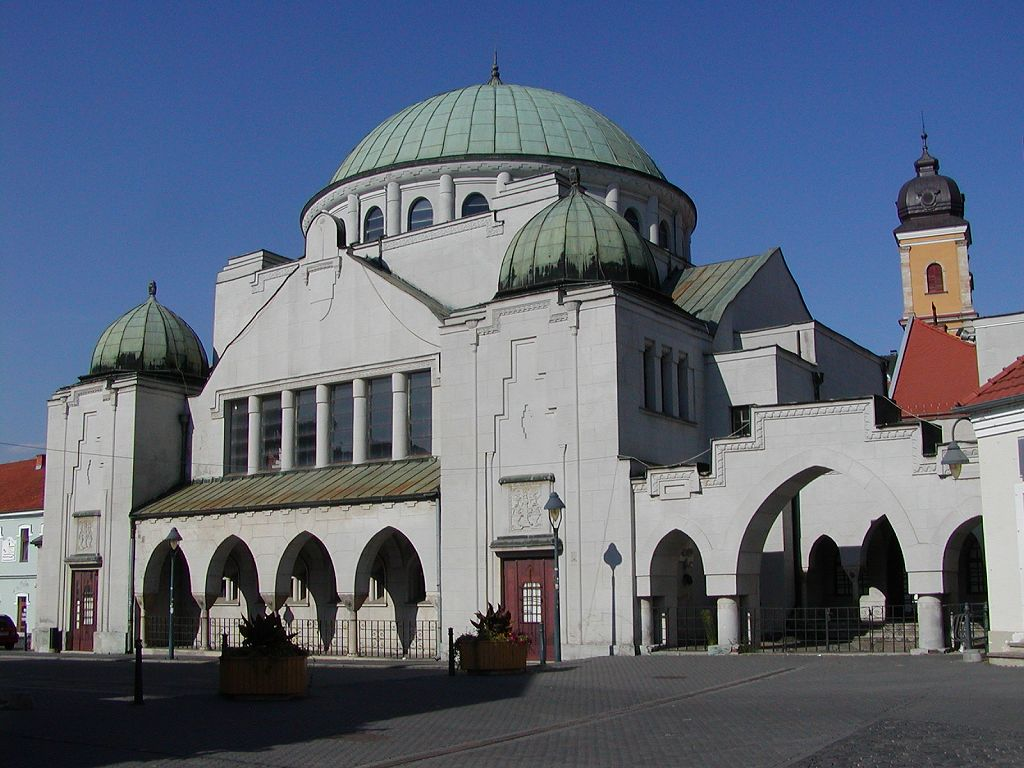
كنيس ترنتشين

قتل جيش التمرد الأوكراني أحد عشر شخصًا يهوديًا في شهر سبتمبر من عام 1945 في كولباسوف.
أُصيب 48 يهوديًا بجروح خطرة في مذبحة توبولتشاني. وقعت 13 حادثة معادية لليهود سُميت المذابح الحزبية بين 1 و5 أغسطس من عام 1946، كانت أكبرها في جيلينا، حيث جُرح 15 شخصًا. حدثت مظاهر معادية للسامية في براتيسلافا في شهر أغسطس من عام 1946 وفي الشهر نفسه من عام 1948.
في عام 1946، جادل الكاتب السلوفاكي كارل فرانتيسك كوخ بأن الحوادث المعادية للسامية التي شهدتها براتيسلافا بعد الحرب «لم تكن معادية للسامية فقط، بل كانت شيئًا أسوأ بكثير؛ قلق اللص من اضطراره إلى إعادة الممتلكات اليهودية [التي سُرقت في الهولوكوست]»، وهي وجهة نظر أيّدها الباحث التشيكوسلوفاكي روبرت بينسنت.
قُدر عدد اليهود في سلوفاكيا بعد الحرب بنحو 25,000، قرر معظمهم الهجرة. تأسس الحكم الشيوعي في شهر فبراير من عام 1948 بعد الانقلاب التشيكوسلوفاكي، واستمر حتى الثورة المخملية في شهر نوفمبر من عام 1989. خلال هذه السنوات، لم يكن هناك إلا وجود يهودي ضئيل أو معدوم. هاجر العديد من اليهود إلى إسرائيل أو الولايات المتحدة لاستعادة حرياتهم الدينية المسلوبة. بعد عام 1989، وخلال فترة التفكك السلمي في تشيكوسلوفاكيا واستقلال سلوفاكيا في عام 1993، شهدت الحياة اليهودية بعضًا من التجدد. ومع ذلك، كان أغلب اليهود كبارًا بالسن، واندمج الأصغر سنًا منهم عبر التزاوج.

## وصلات خارجية
- قصة المجتمع اليهودي في براتيسلافا - ياد فاشيم
- تاريخ اليهود في سلوفاكيا
- سلوفاكيا - التاريخ اليهودي
- التراث اليهودي في سلوفاكيا